# دانيال هولزر
دانيال هولزر (بالتشيكية: Daniel Holzer)‏ (18 أغسطس 1995 بأوسترافا في التشيك - ) هو لاعب كرة قدم تشيكي في مركز الوسط. شارك مع منتخب التشيك تحت 17 سنة لكرة القدم ومنتخب التشيك تحت 18 سنة لكرة القدم ومنتخب التشيك تحت 19 سنة لكرة القدم ومنتخب جمهورية التشيك تحت 21 سنة لكرة القدم. أما مع النوادي، فقد لعب مع بانيك أوسترافا.

## روابط خارجية
- دانيال هولزر على موقع الاتحاد الأوربي (الإنجليزية)
- دانيال هولزر على موقع الاتحاد التشيكي (الإنجليزية)
- دانيال هولزر على موقع قاعدة بيانات كرة القدم.إي يو (الإنجليزية)
- دانيال هولزر على موقع Soccerway.com (الإنجليزية)
- دانيال هولزر على موقع AS.com (الإسبانية)